# Redvale
Redvale – jednostka osadnicza w Stanach Zjednoczonych, w stanie Kolorado, w hrabstwie Montrose.